# Béni Rached (tribu)
Ne doit pas être confondu avec Beni Rached.
Les Béni Rached (en berbère : ⴰⵢⵜ ⵔⴰⵛⵀⴻⴷ ; en arabe : بني راشد) sont une tribu berbère zénète d'Algérie. Installés d'abord dans l'actuel djebel Amour, ils migrent vers le Tell oranais au Moyen Âge, où une province portait leur nom durant la période zianide.

## Territoires
Les Béni Rached sont originaires de la montagne qui a pris leur nom, le djebel Rached. Ils étaient également établis dans l’Ouarsenis.
Ce sont les premiers occupants du massif que l’on puisse nommer. Ainsi, le pays des Béni Rached était autrefois l'actuel djebel Amour, puis ils ont en partie quitté leur pays pour le Tell oranais, chassés par des tribus nomades arabisées, les Sindjas. Peu après, au xive siècle, ceux-ci sont à leur tour soumis par les Amour.
Les Béni Rached remontent jusqu'au pied du Tessala, d'où ils chassent les Madyūna de la plaine de la Mekerra vers le monts du Tessala. Puis ils glissent vers les monts des Beni-Chougrane et débordent sur la plaine de Ghriss. Ils parcourent alors la plaine et supplantent les Houaras dans la Kalaa de Beni Rached dans les montagnes du nord.
Dans le Sultanat zianide, une province est désignée par leur nom, celle de Bilad Banū Rāšid. Le territoire de la tribu s’étendait au sud-est d’Oran et ils dominaient sur les plateaux jusqu’à Tlemcen. La province Beni-Rachid comprenait des plaines du côté du sud, des collines fertiles en blé et riches en pâturages du côté du nord. Leurs principales villes étaient Mascara, Kalaa et Batha.

## Histoire

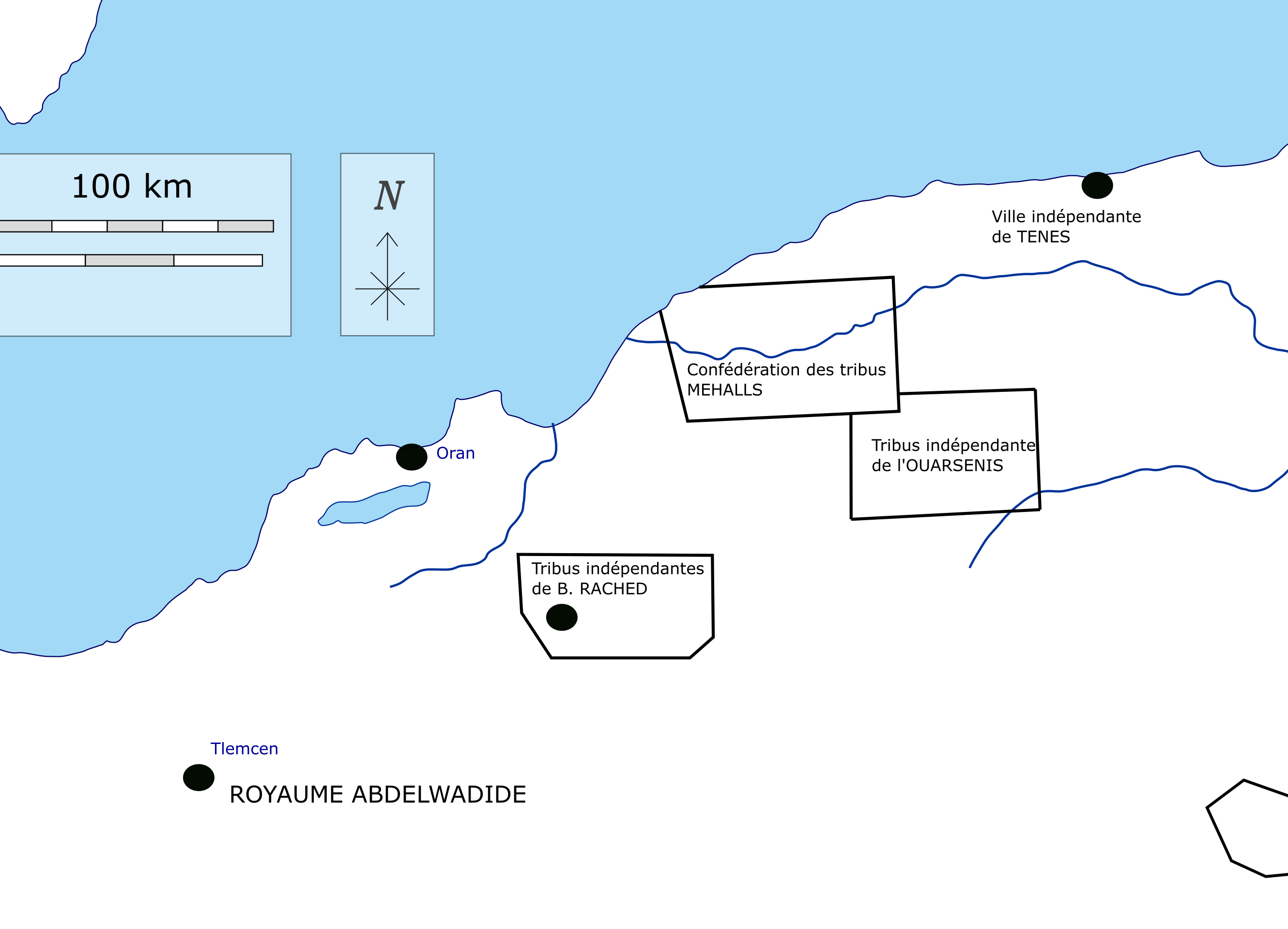
L'Algérie occidentale au début du XVIe siècle, dont le territoire des Béni Rached.

Les Béni Rached sont une tribu berbère zanāta appartenant à la confédération des Maghraouas et à la branche des Banū Bādīn (comme les Abdelwadides et les Toudjins).
Après leur installation dans Tell oranais, les Béni Rached rassemblent autour d'eux des fractions berbères isolées et finirent par constituer une solide principauté, alliée au sultans de Tlemcen. Ils étaient des cultivateurs, artisans, accrochés à leur sol, bien encadrés par leurs chefs. Les habitants des montagnes étaient des villageois sédentaires et travaillaient aux champs, tandis que ceux de la plaine étaient nomades.
Yahya Ibn Khaldoun mentionne, pour l’année 1365 (767 de l'Hégire), la nomination des gouverneurs par le sultan abdelwadide, dont leur chef Zayyān b. Abī Yaḥyā b. Wanazmār, caïd de la province. L’importance de cette tribu provenait en grande partie de la fertilité de son sol et de sa population nombreuse. Elle fournissait en effet aux rois de Tlemcen un revenu considérable et pouvait mettre sur pied vingt-cinq mille hommes, tant de cavalerie que d’infanterie. Au début du xvie siècle, Léon l'Africain décrit que la province rapporte quelque 25 000 ducats à Tlemcen.
Les Béni Rached intègrent le makhzen zianide et deviennent progressivement le coffre et l'épée des derniers souverains. D'où une rivalité inexpiable avec les Béni Amer, ancien makhzen des Abd el Wadides. Ils jouaient un rôle considérable dans le royaume, notamment au début du XVIe siècle.
L’un de leurs principaux caïds, El-Mansour ben Bogani, l'Almanzor des Espagnols, qui occupait les hautes fonctions de mezouar correspondent, à la cour de Tlemcen, à celles de vizir, devait exercer à plusieurs reprises une influence décisive sur le sort de cet État. Il va essayer pendant trois décennies de préserver l'indépendance de ce qui reste du royaume, en s'appuyant sur les Turcs.
Ils sont appelés par les écrivains espagnols Béni Arax. Vers la fin du XVIIIe siècle, ils vont disparaître de l'énumération des tribus. Il est à peu près certain qu'ils se transformèrent, à cette époque, en Hachem.
Les Agalet qui occupent aujourd’hui le versant nord du djebel Amour et les steppes bordières, passent pour être les descendants d’une partie des Beni Rached qui n’aurait pas émigré.

## Pour approfondir